# Vincent Auriol
Jules Vincent Auriol (Revel, 25 de agosto de 1884 — Muret, 1 de janeiro de 1966) foi um político francês que assumiu a presidência da República entre 1947 e 1954. Foi o primeiro presidente da Quarta República Francesa.

## Juventude e política
Auriol nasceu em Revel, Haute-Garonne, como filho único de Jacques Antoine Auriol (1855–1933), um padeiro apelidado de Paul, e Angélique Virginie Durand (1862–1945). Sua bisavó, Anne Auriol, era prima do engenheiro inglês Isambard Kingdom Brunel. Ele se formou em direito no Collège de Revel em 1904 e começou sua carreira como advogado em Toulouse. Socialista comprometido, Auriol co-fundou o jornal Le Midi Socialiste em 1908; ele era chefe da Associação de Jornalistas de Toulouse nessa época.
Em 1914, Auriol entrou na Câmara dos Deputados como Deputado Socialista de Muret, cargo que manteve até 1942. Ele também atuou como Prefeito de Muret de 3 de maio de 1925 a 17 de janeiro de 1947, e como membro da o Conseil Général de Haute-Garonne de 1928 a 17 de janeiro de 1947. Em dezembro de 1920, após a dissolução do SFIO, Auriol recusou-se a ingressar no recém-criado SFIC e tornou-se um dos líderes do novo SFIO (a minoria socialista remanescente), junto com Léon Blum.
Auriol se tornou o principal porta-voz do partido para questões financeiras. Ele presidiu a Comissão de Finanças da Câmara dos Deputados de 1924 a 1926. Seu primeiro cargo de gabinete foi como Ministro das Finanças sob Léon Blum, no qual Auriol desvalorizou o franco francês em 30% em relação ao dólar dos Estados Unidos, levando à fuga de capitais e maior desconforto econômico. Isso e as propostas de Blum para maiores restrições regulatórias à indústria levaram à renúncia de Blum como Premier; no governo seguinte, liderado por Camille Chautemps, Auriol foi nomeado Ministro da Justiça, então Ministro da Coordenação de Serviços da Presidência do Conselho no governo de curta duração da Blum em 1938. O conservador radical Édouard Daladier forma um novo governo em 10 de abril de 1938 e Auriol voltou à Câmara dos Deputados.
Auriol foi um dos 80 deputados que votaram contra os poderes extraordinários dados ao primeiro-ministro Philippe Pétain em 10 de Julho 1940. Como resultado, ele foi colocado em prisão domiciliar até escapar para a Resistência Francesa em outubro de 1942, e lutou com a resistência por um ano. Auriol fugiu para Londres em outubro de 1943. Ele representou os socialistas na Assembleia Consultiva da França Livre (organizada por Charles de Gaulle em Argel no final daquele ano). Em julho de 1944, ele representou a França na Conferência Monetária e Financeira das Nações Unidas em Bretton Woods, Estados Unidos.

## Vida pós-guerra e presidência
Após a Segunda Guerra Mundial, Auriol serviu como Ministro de Estado no governo provisório de De Gaulle. Ele foi um membro das Assembleias Constituintes que esboçaram a constituição da curta Quarta República Francesa e foi Presidente das Assembleias. Ele fez lobby por uma "terceira força" entre o comunismo e o gaullismo. Auriol liderou a delegação francesa nas Nações Unidas e foi o primeiro representante da França no Conselho de Segurança das Nações Unidas em 1946. Ele serviu como deputado de Haute-Garonne na Assembleia Nacional de 1946 até 31 de dezembro de 1947. Entretanto, a Assembleia Nacional elegeu-o a 16 de Janeiro de 1947 como o primeiro Presidente da Quarta República por larga margem, recebendo 452 votos (51,19%) contra os 242 (27,41%) do candidato do Movimento Republicano Popular (MRP), Auguste Champetier de Ribes.
Como presidente, Auriol buscou uma presidência relativamente fraca, como o cargo da Terceira República. Ele tentou reconciliar facções políticas dentro da França e relações calorosas entre a França e seus aliados. Ele foi criticado pela economia em dificuldades e turbulência política da França no período pós-guerra, e pela guerra na Indochina. Uma série de ataques debilitantes foi travada em toda a França em 1947, iniciada pela Confédération Générale du Travail. As greves se transformaram em violência em novembro daquele ano, levando, no dia 28 de novembro, ao envio pelo governo de 80 mil reservistas do Exército francês para enfrentar a "insurreição". O partido comunista, que frequentemente apoiava as greves, foi expulsos da legislatura no início de dezembro. As greves terminaram em 10 de dezembro, mas outras viriam em 1948 e novamente em 1953 em resposta ao programa de austeridade do governo Joseph Laniel.
Além da guerra inconclusiva na Indochina, o império colonial da França decaiu sob a presidência de Auriol. Os confrontos no Marrocos, Madagascar, Argélia e Tunísia tornaram-se mais frequentes; um movimento de independência argelino, o Front de Libération Nationale, foi fundado em 1951, e em 1953 os franceses derrubaram Mohammed V, o sultão do Marrocos, depois que ele exigiu maior autonomia. A França travou uma guerra brutal de repressão em Madagascar e prendeu o líder da independência da Tunísia Habib Bourguiba em 1952.
Quando terminou o mandato de Auriol como presidente, ele não se candidatou à reeleição, sendo sucedido por René Coty como presidente da França em 16 de janeiro de 1954. Auriol comentou ao deixar o cargo: "O trabalho estava me matando; eles me tiraram da cama a todas as horas da noite para receber demissões de primeiros-ministros", houve dezoito governos diferentes durante seus sete anos como presidente.
Após sua presidência, Auriol assumiu o papel de estadista mais velho e escreveu artigos sobre tópicos políticos. Auriol tornou-se membro do Conselho Constitucional da França em 1958 com o estabelecimento da Quinta República Francesa; ele se demitiu do SFIO no mesmo ano. Ele sem sucesso fez lobby contra a constituição no referendo nacional de 1958 e renunciou ao cargo no Conselho Constitucional em 1960 para protestar contra o crescente poder da presidência de Charles de Gaulle. Em 1965, ele endossou François Mitterrand para a Presidência.

Em 1 de janeiro de 1966, Vincent Auriol morreu no hospital no 7º arrondissement de Paris e foi enterrado em Muret, Haute-Garonne.